# Ormosia leucostictula
Ormosia leucostictula är en tvåvingeart som beskrevs av Alexander 1965. Ormosia leucostictula ingår i släktet Ormosia och familjen småharkrankar. Inga underarter finns listade i Catalogue of Life.